# Sitke
Sitke é um município da Hungria, situado no condado de Vas. Tem 27,2 km² de área e sua população em 2015 foi estimada em 675 habitantes.